# Raluca Georgiana Șerban
Raluca Georgiana Șerban (n. 17 iunie 1997, România) este o jucătoare profesionistă de tenis cipriotă, născută în România. Din 2019 ea ales să evolueze sub culorile Ciprului. Cea mai bună clasare a sa la simplu este locul 152 mondial, în iulie 2023.